# Topshelf Open 2014
Topshelf Open 2014 byl společný tenisový turnaj mužského okruhu ATP World Tour a ženského okruhu WTA Tour, který se odehrával v Autotron parku na otevřených travnatých dvorcích. Konal se mezi 15. až 21. červnem 2014 v nizozemském Rosmalenu u 's-Hertogenbosche jako 25. ročník turnaje.
Mužská polovina se řadila do kategorie ATP World Tour 250 a její dotace činila 485 760 eur. Ženská část s rozpočtem 250 000 dolarů byla součástí WTA International Tournaments.
Nejvýše nasazeným byla v mužské dvouhře světová sedmička David Ferrer ze Španělska, který se však před zahájením odhlásil. V ženském singlu plnila roli turnajové jedničky třetí hráčka žebříčku Simona Halepová z Rumunska, která skrečovala ve druhém kole.
Své premiérové tituly na okruzích ATP a WTA Tour získali 26letý Španěl Roberto Bautista Agut a 22letá Američanka Coco Vandewegheová.

## Dvouhra mužů

### Nasazení
| Stát                           | Hráč                  | ATP | Nasazení |
| ------------------------------ | --------------------- | --- | -------- |
| Španělsko                      | David Ferrer          | 7.  | 1.       |
| Španělsko                      | Fernando Verdasco     | 23. | 2.       |
| Španělsko                      | Roberto Bautista Agut | 28. | 3.       |
| Španělsko                      | Marcel Granollers     | 30. | 4.       |
| Rusko                          | Dmitrij Tursunov      | 32. | 5.       |
| Kanada                         | Vasek Pospisil        | 35. | 6.       |
| Francie                        | Nicolas Mahut         | 40. | 7.       |
| Rakousko                       | Jürgen Melzer         | 51. | 8.       |
| Žebříček ATP k 9. červnu 2014. |                       |     |          |

### Jiné formy účasti
Následující hráči obdrželi divokou kartu do hlavní soutěže:
- Thiemo de Bakker
- Kimmer Coppejans
- Jesse Huta Galung

Následující hráči postoupili z kvalifikace:
- Lukáš Lacko
- Adrian Mannarino
- Mate Pavić
- João Sousa
  -  Paolo Lorenzi – jako šťastný poražený

### Odhlášení
před zahájením turnaje
- David Ferrer
- Łukasz Kubot
- Leonardo Mayer

## Mužská čtyřhra

### Nasazení
| Stát                                                                         | Hráč              | Stát          | Hráč          | ATP | Nasazení |
| ---------------------------------------------------------------------------- | ----------------- | ------------- | ------------- | --- | -------- |
| Nizozemsko                                                                   | Jean-Julien Rojer | Rumunsko      | Horia Tecău   | 48. | 1.       |
| Spojené státy                                                                | Eric Butorac      | Jižní Afrika  | Raven Klaasen | 56. | 2.       |
| Španělsko                                                                    | Marcel Granollers | Rakousko      | Jürgen Melzer | 62. | 3.       |
| Mexiko                                                                       | Santiago González | Spojené státy | Scott Lipsky  | 76. | 4.       |
| Žebříček ATP k 9. červnu 2014; číslo je součtem umístění obou členů dvojice. |                   |               |               |     |          |

### Jiné formy účasti
Následující dvojice obdržely divokou kartu do hlavní soutěže:
- Dustin Brown /  Henri Kontinen
- Thiemo de Bakker /  Igor Sijsling

Následující pár nastoupil do soutěže z pozice náhradníka:
- João Sousa /  Jan-Lennard Struff

## Ženská dvouhra

### Nasazení
| Stát                           | Hráčka                    | WTA | Nasazení |
| ------------------------------ | ------------------------- | --- | -------- |
| Rumunsko                       | Simona Halepová           | 3.  | 1.       |
| Slovensko                      | Dominika Cibulková        | 10. | 2.       |
| Kanada                         | Eugenie Bouchardová       | 12  | 3        |
| Španělsko                      | Carla Suárezová Navarrová | 15. | 4.       |
| Německo                        | Andrea Petkovicová        | 20. | 5.       |
| Belgie                         | Kirsten Flipkensová       | 25. | 6.       |
| Španělsko                      | Garbiñe Muguruzaová       | 27. | 7.       |
| Česko                          | Klára Koukalová           | 33. | 8.       |
| Žebříček WTA k 9. červnu 2014. |                           |     |          |

### Jiné formy účasti
Následující hráčky obdržely divokou kartu do hlavní soutěže:
- Lesley Kerkhoveová
- Michaëlla Krajiceková
- An-Sophie Mestachová

Následující hráčky postoupily z kvalifikace:
- Mona Barthelová
- Julia Glušková
- Olga Govorcovová
- Coco Vandewegheová

### Odhlášení
před zahájením turnaje
- Karin Knappová
- Romina Oprandiová

## Ženská čtyřhra

### Nasazení
| Stát                                                                         | Hráčka                        | Stát       | Hráčka                       | WTA1 | Nasazení |
| ---------------------------------------------------------------------------- | ----------------------------- | ---------- | ---------------------------- | ---- | -------- |
| Česko                                                                        | Andrea Hlaváčková             | Čína       | Čeng Ťie                     | 37.  | 1.       |
| Španělsko                                                                    | Anabel Medinaová Garriguesová | Kazachstán | Jaroslava Švedovová          | 46.  | 2.       |
| Nizozemsko                                                                   | Michaëlla Krajiceková         | Francie    | Kristina Mladenovicová       | 65.  | 3.       |
| Nový Zéland                                                                  | Marina Erakovicová            | Španělsko  | Arantxa Parraová Santonjaová | 73.  | 4.       |
| Žebříček WTA k 9. červnu 2014; číslo je součtem umístění obou členů dvojice. |                               |            |                              |      |          |

### Jiné formy účasti
Následující pár obdržel divokou kartu do hlavní soutěže:
- Demi Schuursová /  Alison Van Uytvancková

## Přehled finále

### Mužská dvouhra
- Roberto Bautista Agut vs.  Benjamin Becker, 2–6, 7–6(7–2), 6–4

### Ženská dvouhra
- Coco Vandewegheová vs.  Čeng Ťie, 6–2, 6–4

### Mužská čtyřhra
- Jean-Julien Rojer /  Horia Tecău vs.  Santiago González /  Scott Lipsky, 6–3, 7–6(7–3)

### Ženská čtyřhra
- Marina Erakovicová /  Arantxa Parraová Santonjaová vs.  Michaëlla Krajiceková /  Kristina Mladenovicová, 0–6, 7–6(7–5), [10–8]